# 梳士巴利 (南澳州)
梳士巴利位於南澳州阿德萊德北部，是梳士巴利市之市中心，亦是梳士巴利市政局所在地。 區內購物中心有柏立濱商場，其中包括沃爾沃斯、高士超級市場、Big W等連鎖商店。

## 歷史
1847年，政治家約翰·哈維買入柏立仔河沿岸一帶土地，並於翌年開始出售地皮予城鎮發展；並將該地命名為梳士巴利（Salisbury），地名取自其妻英國故鄉附近的梳士巴利。當時設立梳士巴利是為附近的小麥、乾草農場服務，後來逐步成為區域中心，區內第一間郵政局於1850年3月啓用。
梳士巴利站於1857年落成，為一條連接瑛溪的標準軌鐵路，以及連接高勒的寬軌鐵路交叉點；直至1980年代，高勒鐵路仍然採用寬軌。1985年，梳士巴利站重建成公共運輸交滙處，為阿德萊德都會區第二區交通樞紐（第一個為諾阿倫加中心公共運輸交匯處）。
1881年，梳士巴利人口由400人緩慢提升至500人。1933年6月22日，梳士巴利區議會（英語：District Council of Salisbury）成立，取代原有的文諾柏立西區議會（Munno Para West）油泰來北區議會（Yatala North）；獨立自恩埠、高勒兩個城鎮之管治。1940年，位於北部的彭非路炸藥加氣廠啓用，並於梳士巴利設置員工宿舍；使本區人口急速上升至4,000人。該工廠佔地約12平方公里（4.5平方英里），於於1942年中期投入生產，到1943年1月僱傭了6,500名員工，每週生產135,000枚彈，炸彈和地雷。

## 交通
梳士巴利對外主要道路包括梳士巴利公路及大北道，前往阿德萊德市中心可直接取用大北道、或經梳士巴利公路取道南北快速公路。
而鐵路方面，高勒線連接梳士巴利站及阿德萊德站；平日非繁忙時間班次每15分鐘一班、週末日間每30分鐘一班、週末夜間為1小時一班。平日早上繁忙時間，阿德萊德交通提供特快班次直達阿德萊德站（僅停靠摩臣湖一站）。不少市民將汽車停泊在火車站外，再轉乘鐵路或巴士通勤。
梳士巴利站旁設有巴士總站予乘客轉乘前往其他地區，總共有13條巴士路線連接北部近郊地區，包括：
| 候車區 | 路線            | 目的地                       | 備註       |
| ------ | --------------- | ---------------------------- | ---------- |
| A      | 404 405         | 柏立老圍                     |            |
| B      | 411             | 摩臣湖（摩臣公共運輸交匯處） |            |
| C      | 400             | 梳士巴利北                   |            |
| C      | 401 403         | 柏立老圍                     |            |
| C      | 500 502 N502    | 阿德萊德市中心               | 取道O-Bahn |
| C      | 900             | 維珍尼亞                     |            |
| D      |                 |                              |            |
| E      | 415             | 堅連威富                     |            |
| E      | 415V            | 高登歌富                     |            |
| E      | 430             | 伊利沙伯                     |            |
| F      | 224 400 500 560 | 伊利沙伯                     |            |
| H      | 421             | 國防科學及科技組織           |            |
| H      | 560             | 茶樹廣場公共運輸交匯處       |            |
| I      | 224 225         | 阿德萊德市中心               |            |

## 商店
梳士巴利主要商店集中於柏立濱商場一帶，距離梳士巴利站約五百米，毗鄰柏立仔河。於1977年正式開幕，樓高一層共74家商店和3家連鎖商店，佔地 23,800平方米，共提供約1,400個停車位。2008年4月，地產集團Stockland將商場售予Angaet集團。2015年，梳士巴利市政局發展評估委員會通過商場約1800萬澳元重建工程之撥款。重建分為三個階段，在商場東翼開設五間專門店、高士超級市場搬遷至Harris Scarfe舊址，外部升級工程已於2017年10月完成。

## 圖集

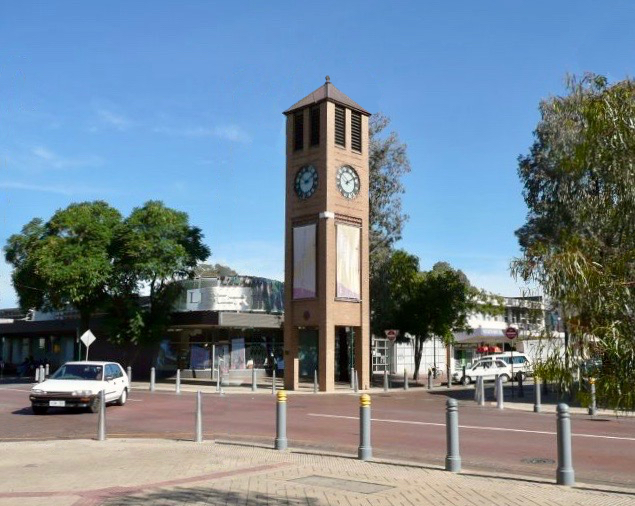
梳士巴利市中心（2007）
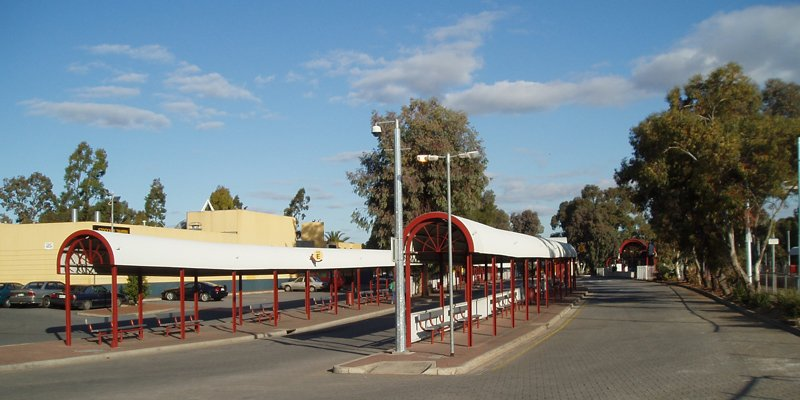
梳士巴利公共運輸交匯處
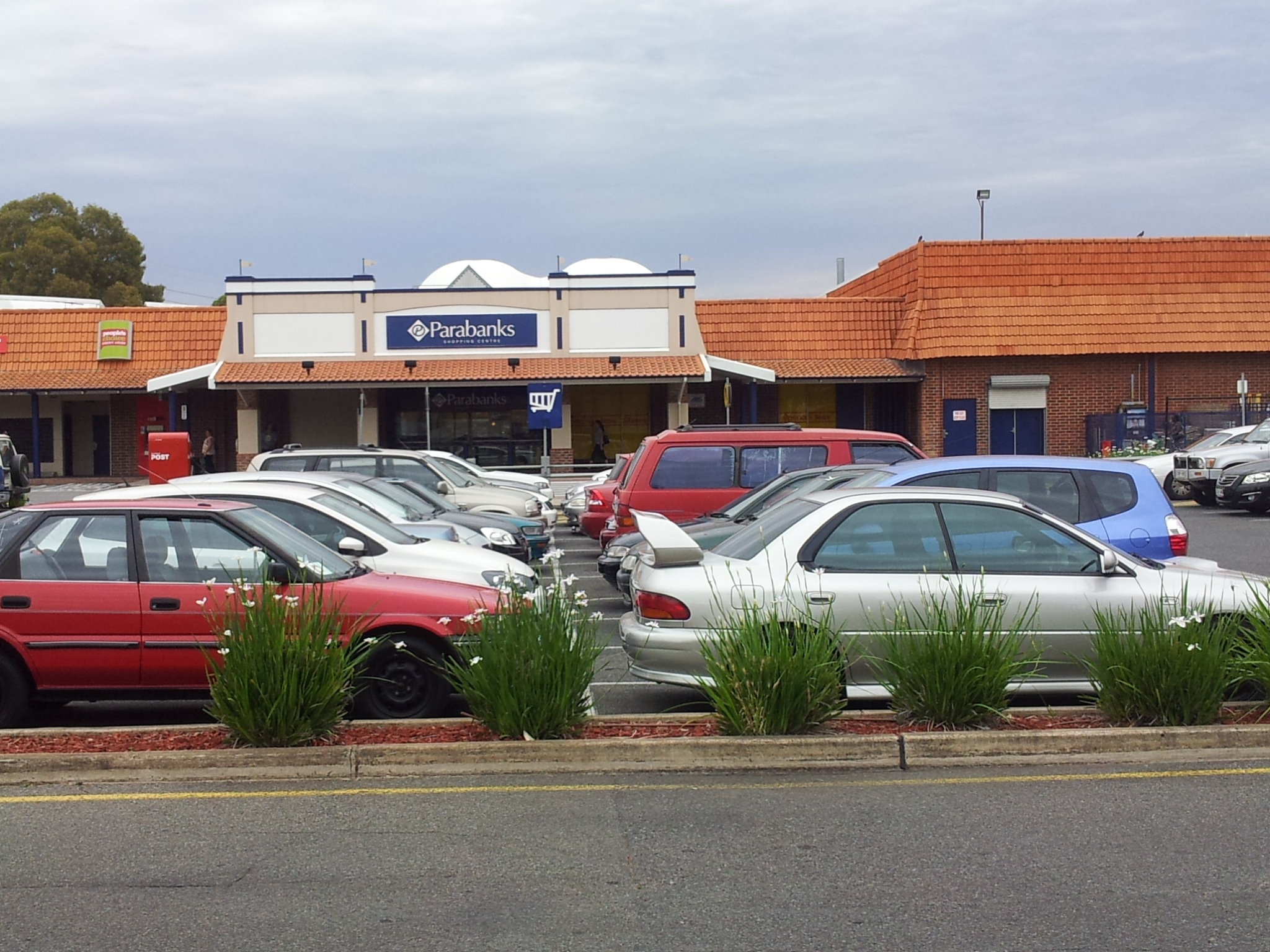
柏立濱商場（Parabanks Shopping Centre）
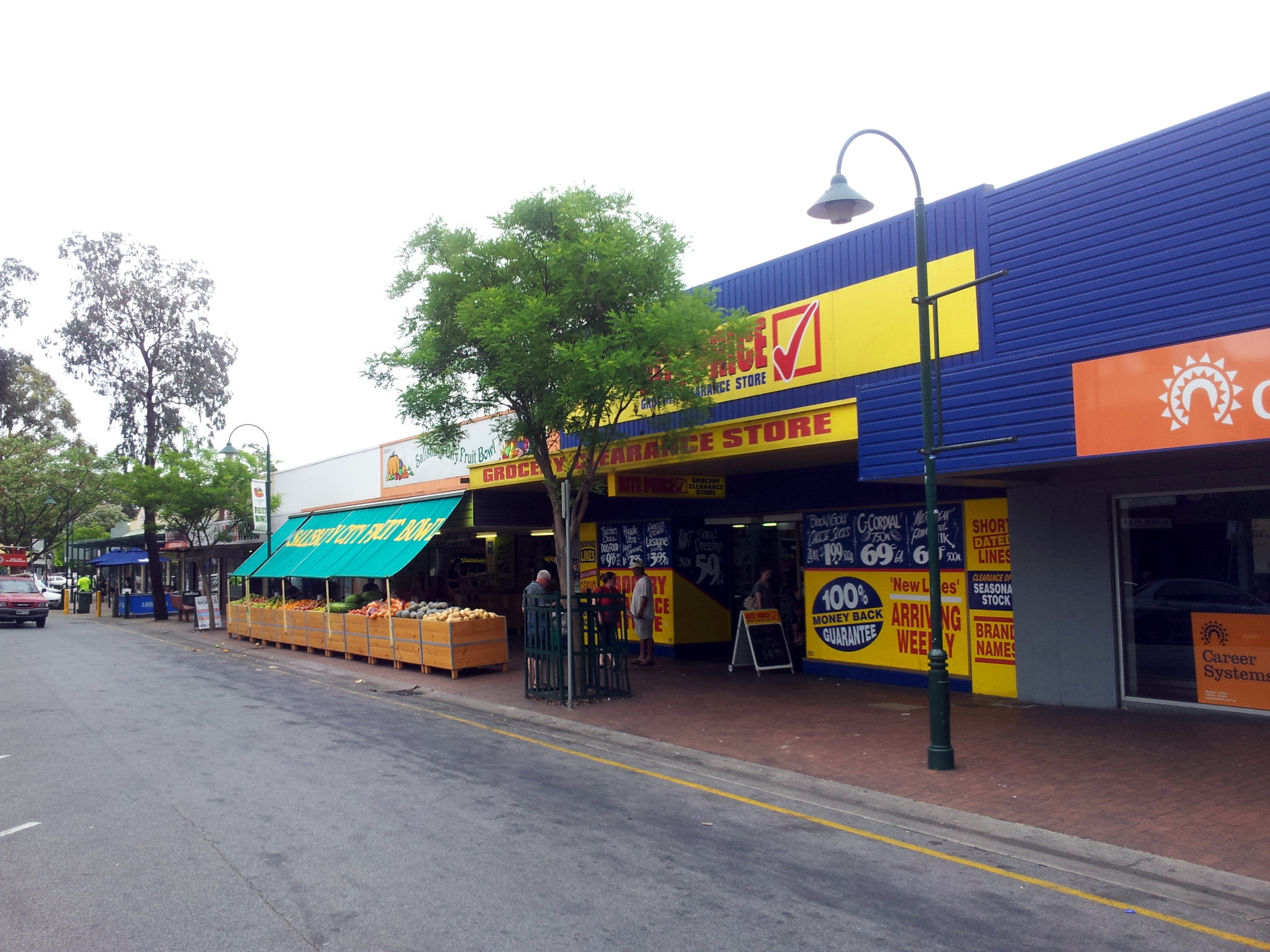
莊街（John Street）
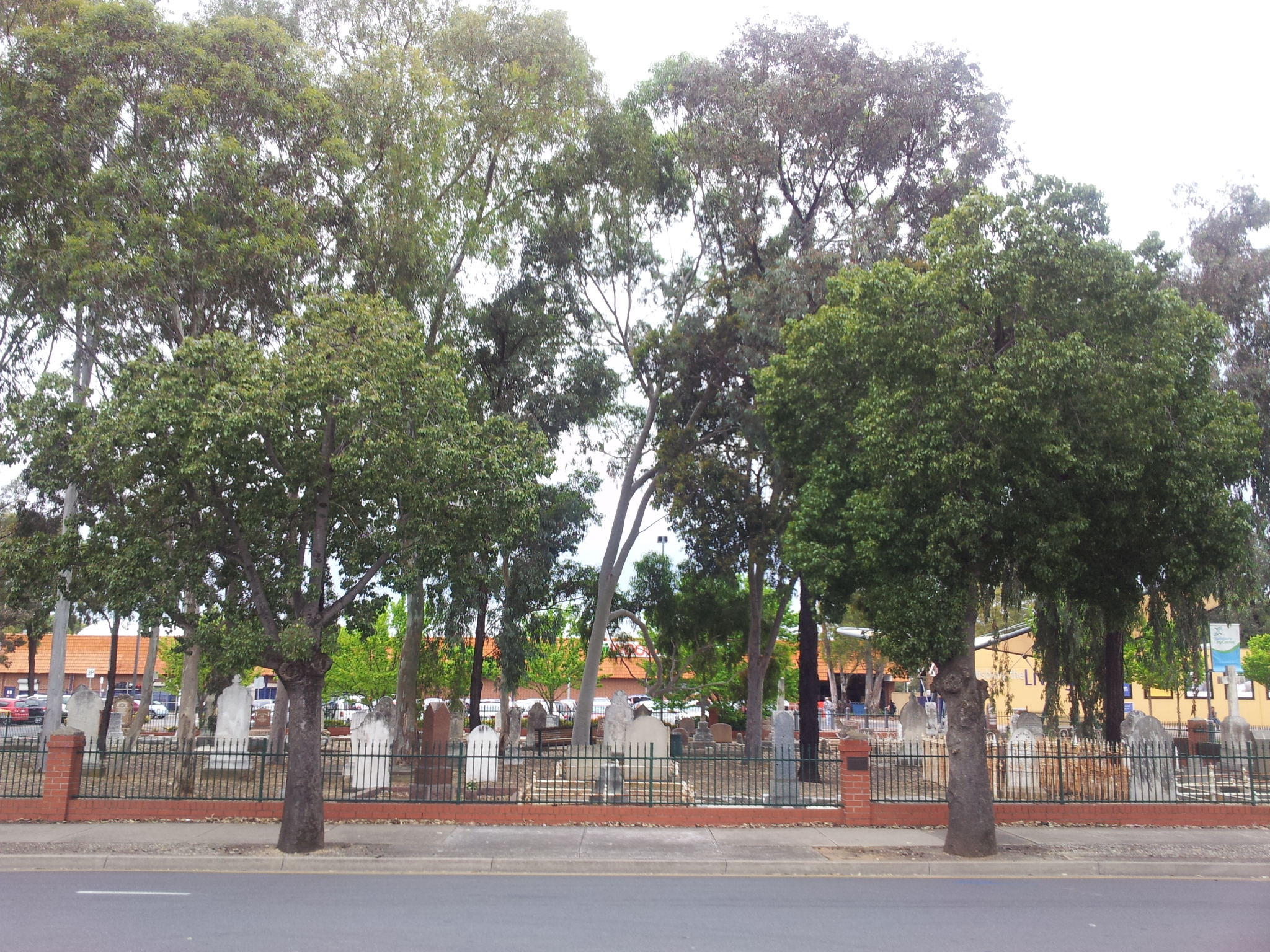
墳場